# Буцярский, Войцех
Войцех Ян Буцярский (пол. Wojciech Jan Buciarski, 17 апреля 1950, Варшава, Польша) — польский легкоатлет, выступавший в прыжках с шестом, тренер. Серебряный призёр чемпионата Европы в помещении 1975 года.

## Биография
Войцех Буцярский родился 17 апреля 1950 года в Варшаве.
В 1969 году окончил в Варшаве механико-металлургическое училище, в 1979 году — университет физической культуры, где получил степень магистра.
Выступал в прыжках с шестом за варшавские клубы «Скра» (1967—1973) и «Легия» (1974—1979) под началом тренера Анджея Кжесиньского. Победитель (1970) и трёхкратный серебряный призёр (1972, 1974—1975) чемпионата Польши.
Первый серьёзный международный опыт получил в 1970 году, выступив в финале Кубка Европы. В том же году впервые установил рекорд Польши (5,15 метра).
В 1971 году дебютировал на чемпионатах Европы. На летнем, проходившем в Софии, с результатом 4,80 метра занял 7-е место, а на зимнем в Хельсинки стал 13-м (4,90).
В 1972 году вошёл в состав сборной Польши на летних Олимпийских играх в Мюнхене. В квалификации преодолел высоту 5,00 метра со второй попытки и прошёл в финал, где взял ту же планку с первой попытки, но трижды не смог взять 5,20 метра, заняв 10-е место.
В 1973 году занял 10-е место на чемпионате Европы в помещении в Роттердаме (4,80). В 1974 году улучшил результаты, став 4-м на зимнем чемпионате Европы в Гётеборге (5,20) и летнем чемпионате в Риме (5,30).
В 1975 году завоевал единственную в карьере награду на крупных международных соревнованиях, выиграв серебро на чемпионате Европы в помещении в Катовице (5,30). В том же году показал лучший результат в карьере — 5,50 метра, установив пятый и последний в карьере национальный рекорд.
В 1976 году вошёл в состав сборной Польши на летних Олимпийских играх в Монреале. В квалификации преодолел высоту 5,10 метра с первой и прошёл в финал. В финале взял 5,20 метра с первой попытки, 5,35 метра — со второй, 5,45 — со второй. Затем неудачно прыгнул на 5,50 метра, после чего сделал две безуспешных попытки взять 5,55 метра. С результатом 5,45 занял 5-е место, уступив всего 5 сантиметров трём призёрам — Тадеушу Слюсарскому из Польши, Антти Каллиомяки из Финляндии и Дейву Робертсу из США.
В 1979 году занял 5-е место на чемпионате Европы в помещении в Вене (5,40).
20 раз представлял Польшу в международных матчах, 6 раз был победителем.
В начале 80-х переехал в Данию, где работал тренером в клубе «Спарта».
По состоянию на 2013 год жил в Дании, тренировал норвежскую прыгунью с шестом Катрин Ларсосен.

## Личный рекорд
Прыжки с шестом — 5,50 (4 июня 1975, Сен-Мор)

## Семья
Происходит из рабочей семьи. Отец — Ян Буцярский, мать — Ванда Войцик. 
Жена работала учительницей.
Сын Войцеха Буцярского Пётр Буцярский (род. 1975) также выступал в прыжках с шестом, представлял Данию. В 2004 году выступал на летних Олимпийских играх в Афинах. Жена Петра и невестка Войцеха Рейчел Юркович (род. 1986) — американская метательница копья, в 2012 году выступала на летних Олимпийских играх в Лондоне.
Дочь Йоанна Зеберг Буцярска (Йенсен) (род. 1977) выступала в спринтерском барьерном беге, неоднократно выигрывала чемпионат Дании.
Есть двое внуков — Майя и Максимилиан.